# Carlo Oriani

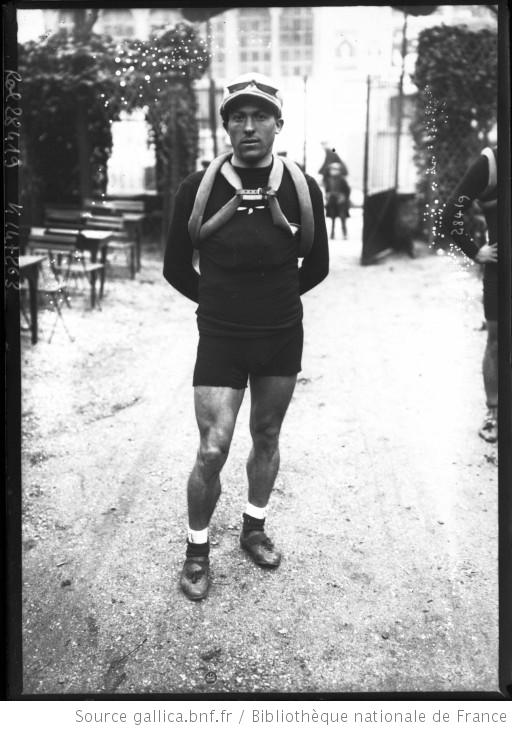
Carlo Oriani (1913)

Carlo Oriani (* 5. November 1888 in Cinisello Balsamo; † 3. Dezember 1917 in Caserta) war ein italienischer Radrennfahrer.
Carlo Oriani, wegen seiner Vorliebe für belegtes Hefebrot (puccia) El Pucia genannt, war Radsport-Profi von 1908 bis 1915. Bei der ersten Austragung des Giro d’Italia im Jahre 1909 belegte er in der Gesamtwertung Rang fünf. 1912 entschied er den Giro di Lombardia für sich und im Jahr darauf den Giro d’Italia. Carlo Oriani starb als Bersagliere im Ersten Weltkrieg an einer Lungenentzündung. Diese soll er sich zugezogen haben, nachdem er zur Rettung eines Kameraden in einen eiskalten Fluss gesprungen war.

## Palmarès
1912
- Giro di Lombardia

1913
- Giro d’Italia

## Mannschaften
- 1909 – Stucchi
- 1911 – Bianchi
- 1912 – Stucchi
- 1913 – Maino
- 1914 – Bianchi
- 1915 – Bianchi